# Andrew Murray (pastor)

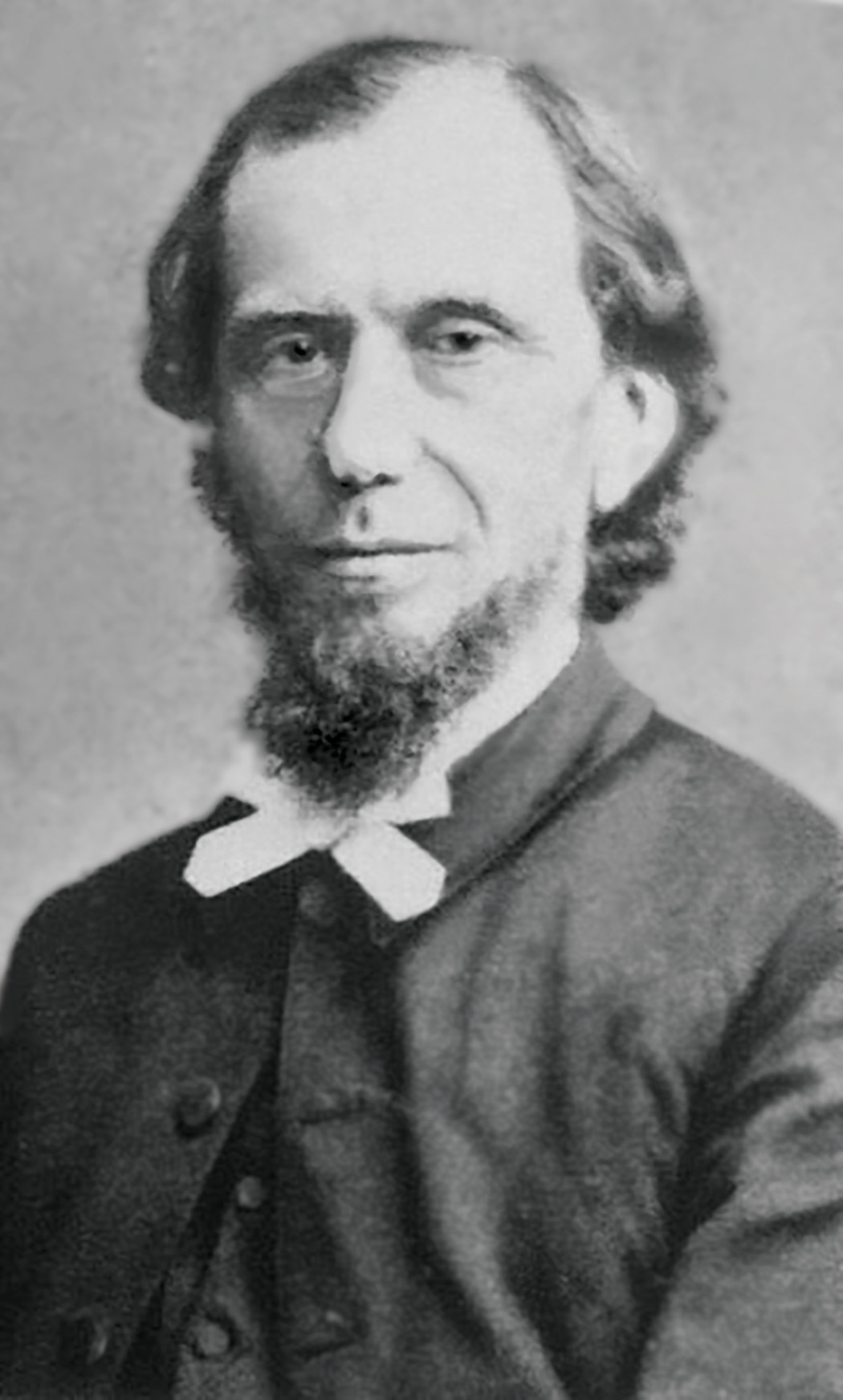
Andrew Murray

Andrew Murray (Graaff-Reinet, África do Sul, 9 de maio de 1828 — Wellington, 18 de janeiro de 1917) foi um pastor e escritor sul-africano. 

## História
Seu pai era pastor vinculado à Igreja Presbiteriana da Escócia, que, por sua vez, mantinha estreita relação com a Igreja Reformada da Holanda, o que foi importante para impressionar Murray com o fervoroso espírito cristão holandês. Andrew experimentou o novo nascimento aos 16 anos, na Holanda. Após isso, dedicou muito tempo, muitas madrugadas, a orar por um avivamento em seu país e a ler sobre experiências desse tipo ocorridas em outros países.
Foi para a Inglaterra com 10 anos e quando retornou para a África do Sul, atuando no ministério pastoral e evangelístico, levou consigo um reavivamento que abalou o país. Seu ministério enfatizava especialmente a necessidade de os cristãos habitarem em Cristo. Isso foi despertado especialmente quando, ao voltar para a África, deparou-se com a grande extensão geográfica em que deveria ministrar. Aí começou a sentir necessidade de uma vida cristã mais profunda.
Murray aprendeu suas mais preciosas lições espirituais por meio da escola do sofrimento, principalmente após uma séria enfermidade. Sua filha testificou que, após essa doença, seu pai manifestava “constante ternura, serena benevolência e pensamento altruísta”. Essa foi uma expressão de sua fé simples em Cristo e a Ele rendida.

## Ministério
Seu ministério, pela influência recebida do pai, foi caracterizado por profunda e ardente espiritualidade e por ação social. Em 1877, viajou pela primeira vez aos Estados Unidos e participou de muitas conferências nos EUA e na Europa. Sua teologia era conservadora e se opunha francamente ao liberalismo. Em seus livros, enfatizou a consagração integral e absoluta a Deus, a oração e a santidade.
Durante os últimos 28 anos de sua vida, foi considerado o pai do Movimento Keswick da África do Sul. Muito dos aspectos místicos de sua obra deve-se à influência de William Law. Murray, assim como Law, Madame Guyon, Jessie Penn-Lewis e T. Austin-Sparks, conheceu o Senhor de forma profunda e se tornou um dos mais proeminentes no movimento da vida interior.
Foi acometido de uma infecção na garganta em 1879, a qual o deixou sem voz por quase dois anos. Foi curado dela na casa de uma família cristã em Londres. Como resultado dessa experiência, veio a crer que os dons miraculosos do Espírito Santo não se limitavam à Igreja primitiva. Para ele, uma das características da vida vitoriosa era uma profunda e silenciosa percepção de Deus e uma intensa devoção a Ele.

## Livros
Por crer no que Deus pode fazer por meio da obra de literatura, Murray escreveu mais de 250 livros e inúmeros artigos. Sua obra tocou e toca a Igreja no mundo inteiro por meio de escritos profundos, incluindo The Spirit of Christ (O Espírito de Cristo), The Holiest of All (O Mais Santo de Todos), With Christ in the School of Prayer (Com Cristo na Escola de Oração), Abide in Christ (Habite em Cristo), Raising Your Children for Christ (Criando seus Filhos para Cristo) e Humildade, a Beleza da Santidade, os quais são considerados clássicos da literatura cristã.
Entre tantos que foram ajudados por ele, podemos mencionar Watchman Nee, cuja obra O Poder Latente da Alma traz marcas do pensamento de Murray.
- Com Cristo na Escola de Oração - publicado pela Editora dos Clássicos
- Escola da Obediência - publicado pela Editora dos Clássicos
- Humildade, a Beleza da Santidade - publicado pela Editora dos Clássicos
- O Espírito de Cristo - publicado pela Editora dos Clássicos
- Permanecei em Cristo - publicado pela Editora Tesouro Aberto
- God's Will: Our Dwelling Place
- The True Vine
- Abide in Christ
- Absolute Surrender
- The Prayer Life
- The Lord's Table
- How to Raise Your Children for Christ
- Be Perfect
- Divine Healing
- The Power of the Blood of Christ
- The Holiest of All: An Exposition of the Epistle to the Hebrews (1894)
- Let Us Draw Nigh
- The Two Covenants